# Miasta w Gujanie Francuskiej
Według danych oficjalnych pochodzących z 2010 roku Gujana Francuska (francuski departament zamorski) posiadała ponad 20 miast o ludności przekraczającej 200 mieszkańców. Stolica kraju Kajenna jako jedyne miasto liczyło ponad 50 tys. mieszkańców, czyli blisko 1/3 wszystkich mieszkańców terytorium; 3 miasta z ludnością 25÷50 tys. oraz reszta miast poniżej 25 tys. mieszkańców.
Większe miasta podobnie jak stolica znajdują się w strefie wybrzeża.

## Największe miasta w Gujanie Francuskiej
Największe miasta w Gujanie Francuskiej według liczebności mieszkańców (stan na 1 stycznia 2010):
| L.p. | Miasto                  | Arrondissement          | Liczba ludności |
| ---- | ----------------------- | ----------------------- | --------------- |
| 1.   | Kajenna                 | Kajenna                 | 55 753          |
| 2.   | Saint-Laurent-du-Maroni | Saint-Laurent-du-Maroni | 38 367          |
| 3.   | Matoury                 | Kajenna                 | 28 110          |
| 4.   | Kourou                  | Kajenna                 | 25 189          |
| 5.   | Remire-Montjoly         | Kajenna                 | 19 279          |

## Alfabetyczna lista miast w Gujanie Francuskiej

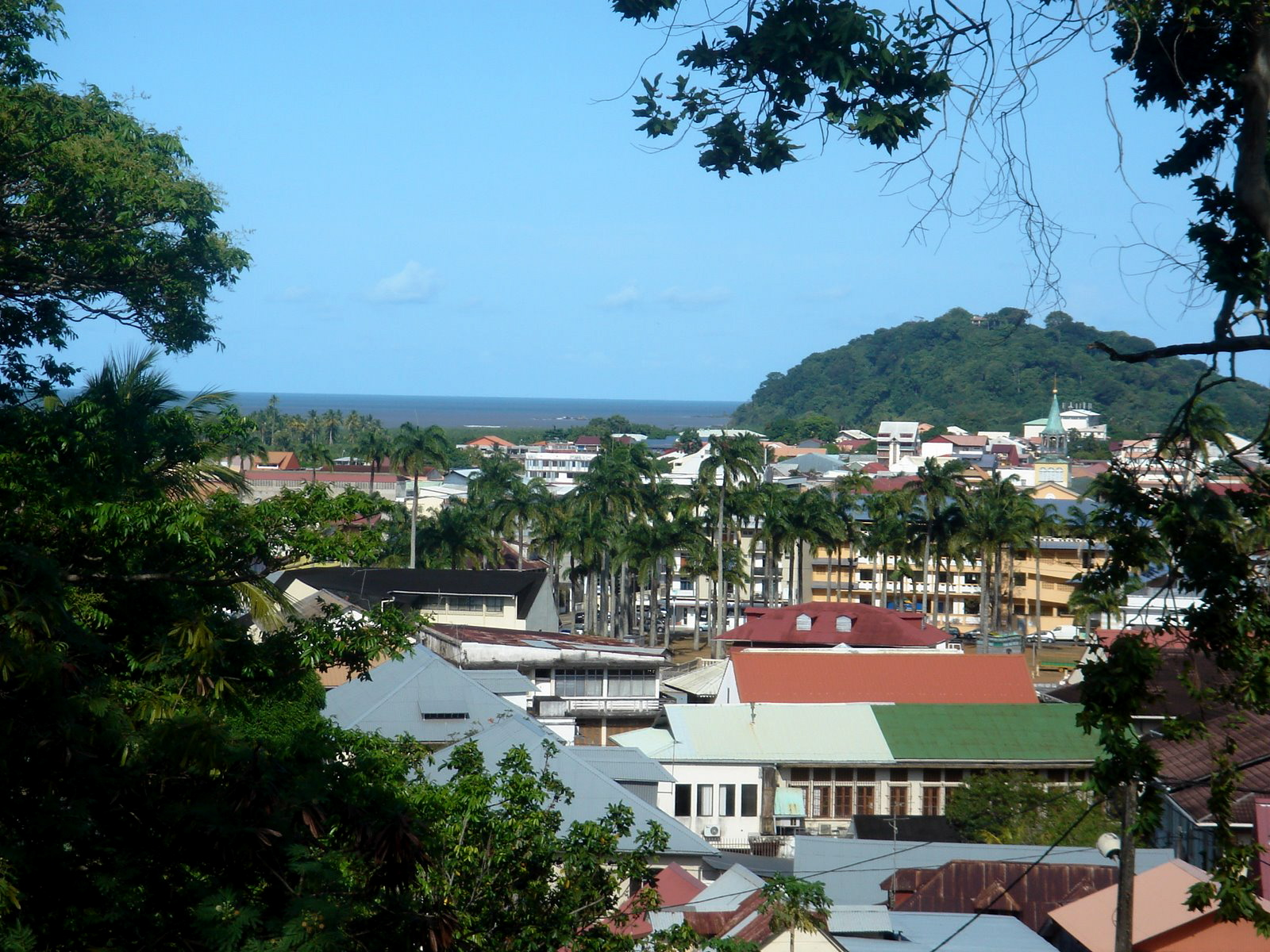
Widok ze wzgórza Ceperou na centrum Kajenny, stolicy Gujany Francuskiej. W tle wzgórze Montabo

- Apatou
- Awala-Yalimapo
- Camopi
- Grand Santi
- Iracoubo
- Kajenna
- Kourou
- Macouria
- Mana
- Maripasoula
- Matoury
- Montsinéry-Tonnegrande
- Ouanary
- Papaïchton
- Régina
- Remire-Montjoly
- Roura
- Saint-Élie
- Saint-Georges-de-l’Oyapock
- Saint-Laurent-du-Maroni
- Saül
- Sinnamary